# 勞動三權
勞動三權，是指結社權、協商權、罷工權。它的主體，在企業機構中，是企業和其員工；在政府機關中，是政府和其公務人員。在制度上，對於該權利的研究，是來自於勞資關係或員工關係的學科。

## 內容
1. 团结权，也称自由结社权，指雇员有自愿团结起来，建立或参加工会等劳工团体的权利。
2. 团体交涉权，也称集体谈判权，指雇员有通过工会等代表，集体和雇主交涉、谈判雇佣合約的权利。
3. 团体争议权，也称罢工权，指当和雇主发生争议的时候，雇员有组织集体行动（包括罢工）抗议而不受雇主惩罚的权利。但在罢工一点上，很多国家的法律在肯定普遍罢工权的同时，特别排除了特定行业人员（例如公务员、教师、军人和一些公众服务部门）的罢工权，或者要求其在罢工的时候维持最低服务水平。

## 實踐
於1935年，由美国联邦政府所通过的《全國勞資關係法》，是最早包含了这三項权利的法律之一。